# Ferguson, Kentucky

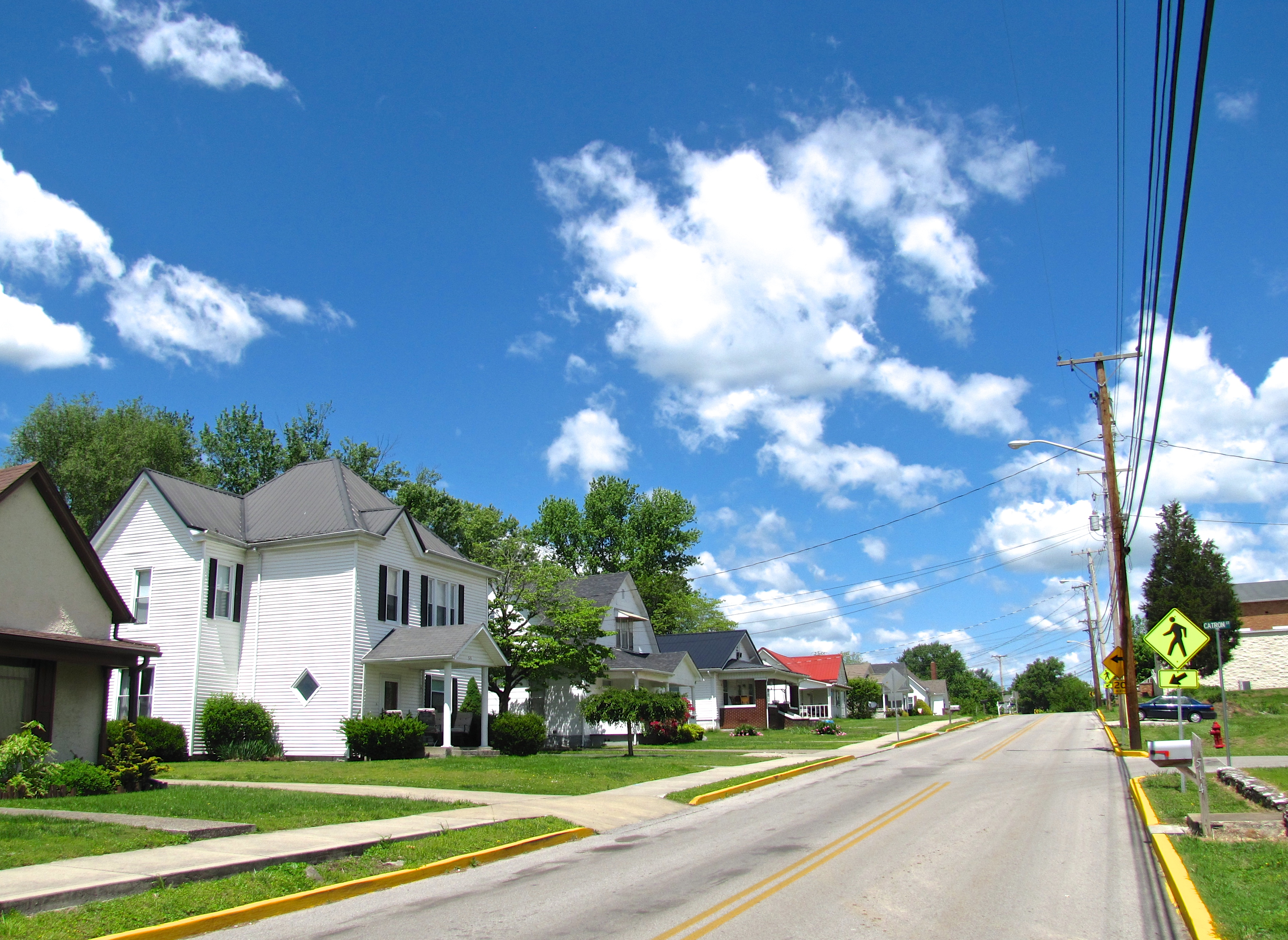
Jacksboro Street i Ferguson

Ferguson är en ort i Pulaski County, Kentucky, USA. År 2000 hade orten 881 invånare. Den har enligt United States Census Bureau en area på 4,5 km² och allt är land.